# Plocama reboudiana
Plocama reboudiana là một loài thực vật có hoa trong họ Thiến thảo. Loài này được (Coss. & Durieu) M.Backlund & Thulin mô tả khoa học đầu tiên năm 2007.